# American Association of Biological Anthropologists
Die American Association of Biological Anthropologists (AABA, Amerikanische Gesellschaft der biologische Anthropologen; bis Mitte 2021: American Association of Physical Anthropologists, AAPA) ist eine wissenschaftliche Gesellschaft von Anthropologen mit Sitz in Herndon (Virginia), die sich auf biologische Aspekte der Anthropologie konzentrieren. Die AAPA wurde 1930 von 83 Gründungsmitgliedern ins Leben gerufen und hatte im Jahr 2021 laut eigenen Angaben mehr als 2200 Mitglieder.
Die Vereinigung publiziert das American Journal of Physical Anthropology (ab 2022: American Journal of Biological Anthropology), das seit 1918 erscheint. Erster Herausgeber war der Kurator am National Museum of Natural History Aleš Hrdlička († 1942), der die AAPA mitgründete. Heute handelt es sich um eine Monatszeitschrift, die bei John Wiley & Sons erscheint. Sie sieht ihren Schwerpunkt in wissenschaftlichen Publikationen. Von 2013 bis 2019 war Peter Ellison der Herausgeber, ihm folgte Trudy Turner. Vorrangig der Rezension und der Analyse fachinterner Prozesse dient hingegen das Yearbook of Physical Anthropology (ab 2022: Yearbook of Biological Anthropology), das ebenfalls von der AABA herausgegeben wird.

## Belege
1. ↑  Matthew R. Goodrum: Paleoanthropology and Human Evolution, in: Georgina M. Montgomery, Mark A. Largent (Hrsg.): A Companion to the History of American Science, John Wiley & Sons, 2015, S. 213–226, hier: S. 215.
2. ↑  Publications, Website der American Association of Physical Anthropologists.